# 奥斯曼施泰特
奥斯曼施泰特（德語：Oßmannstedt，發音：[ˈɔsmanˌʃtɛt]）是德国图林根州魏玛地区县曾经的一个市镇，面积16.50平方千米，2012年12月31日人口为1,240人。2013年12月31日，奥斯曼施泰特与另外8个市镇合并为新市镇伊尔姆塔尔-魏恩施特拉瑟。